# John Lindow
Pour les articles homonymes, voir Lindow.
John Lindow, né à Washington (district de Columbia) le 23 juin 1946, est un auteur et professeur spécialisé dans la Scandinavie médiévale et son folklore, qui enseigne à l'Université de Californie à Berkeley. Son travail inclut Norse Mythology: A Guide to the Gods, Rituals, and Beliefs, un guide de la mythologie nordique.

## Publications
- (en) John Lindow, Norse Mythology: A Guide to the Gods, Heroes, Rituals, and Beliefs. Oxford University Press, 2001.  (ISBN 0-19-515382-0).